# شهرستان ورینگتون، نیوساوت ولز
شهرستان ورینگتون (به انگلیسی: Werrington County) یک منطقهٔ مسکونی در استرالیا است که در نیو ساوت ولز واقع شده‌است.